# Estació de Padrón-Barbanza
L'estació de Padrón-Barbanza és una estació de ferrocarril situada a la localitat gallega d'A Escravitude, al municipi de Padrón, a la província de la Corunya. Té serveis de mitjana distància operats per Renfe.
Es troba a l'eix atlàntic d'alta velocitat, en una variant del traçat original entre les estacions d'Osebe i Vilagarcía de Arousa.

## Trens

### Mitjana Distància
| Línia | Origen/destinació | Destinació/origen |
| ----- | ----------------- | ----------------- |
| 4     | A Coruña          | Vigo-Urzáiz       |